# よしもとホッカモリ
よしもとホッカモリは、北海道のコミュニティ放送局で放送されている、毎週1回・1時間のラジオ番組である。

## 概要
よしもとクリエイティブ・エージェンシー札幌事務所（通称：札幌吉本）は、長年にわたって『吉本ラジオ当番』を放送していたが2010年に終了し、当番組が始まった。

## パーソナリティ
- モリマン
- 吉本興業札幌支社の所属芸人（週替わり）

## ネット局
現在
| ネット配信欄の凡例 | ネット配信欄の凡例                |
| ------------------ | --------------------------------- |
| SR                 | SimulRadio                        |
| LR                 | ListenRadio                       |
| SJ                 | JCBAインターネット サイマルラジオ |
| FT                 | FM聴                              |

| 放送局       | 放送局所在地 | 放送時間                                  | ネット配信 | 備考 |
| ------------ | ------------ | ----------------------------------------- | ---------- | ---- |
| Airてっし    | 名寄市       | 水曜 23:00 - 24:00 再：月曜 23:00 - 24:00 | SJ         |      |
| FMメイプル   | 北広島市     | 木曜 17:00 - 18:00 再：火曜 17:00 - 18:00 | LR         |      |
| FMわっぴー   | 稚内市       | 木曜 18:00 - 19:00                        | SR・FT     |      |
| ラジオふらの | 富良野市     | 木曜 19:00 - 20:00                        | -          |      |
| FMりべーる   | 旭川市       | 木曜 21:00 - 22:00                        | SR・LR     |      |
| FMびゅー     | 室蘭市       | 木曜 23:00 - 24:00                        | SJ         |      |
| Wi-radio     | 伊達市       | 木曜 23:00 - 24:00                        | LR         |      |
| FMくしろ     | 釧路市       | 金曜 0:00 - 1:00 （木曜深夜）             | SR・LR     |      |
| FMねむろ     | 根室市       | 土曜 0:00 - 1:00 （金曜深夜）             | LR         |      |
| FMはな       | 中標津町     | 土曜 19:00 - 20:00                        | SJ         |      |
| e-niwa       | 恵庭市       | 日曜 11:00 - 12:00                        | SR         |      |

過去
- FM WING（ - 2021年3月）

※ 「札幌吉本メディア情報」より抜粋。制作協力は三角山放送局だが、放送はしていない。